# Morovics Lajos
Morovics Lajos (Gúta, 1951. augusztus 31. – 2022. február 10.) szlovákiai magyar újságíró.

## Élete
A gútai alapiskola után a komáromi magyar gimnáziumban érettségizett, majd Pozsonyban tipográfia-szerkesztői szakon szerzett diplomát.
Előbb Nemesócsán tevékenykedett népművelőként, majd a Lodiar, Dunaj és végül a Dunatáj lapkiadó-főszerkesztője volt. 
1991-től a Szlovák Újságírók Szindikátusának tagja és kerületi alelnöke is volt. Időnként A Hétben, a Szabad Földművesben és az Új Ifjúságban publikált. Orgonistaként a gútai templomban volt kántor. Gútán helyezték örök nyugalomra.